# Бишара, Хасан
Хассан Али Бишара (араб. حسن علي بشارة‎, 17 марта 1945, Бейрут — 24 июля 2017, Бейрут) — ливанский борец греко-римского стиля, бронзовый призёр летних Олимпийских игр 1980 года в Москве.
Хассан Али Бишара родился в 1945 году в Бейруте. Он принимал участие в летних Олимпийских играх 1968 и 1972 годов, но не завоевал медалей. В 1980 году на Олимпийских играх в Москве он стал, наконец, бронзовым призёром.
Готовил Бишара к этой Олимпиаде советский специалист Сайд-Ахмад Абдулаев.
Эта медаль стала для Ливана 4-й в истории Олимпийских игр во всех видах спорта. Хасан уже более 40 лет остаётся последним олимпийским призёром от Ливана во всех видах спорта.
Впоследствии Хассан Али Бишара стал вице-президентом Ливанской федерации борьбы и членом Азиатской федерации борьбы.